# Piper subfrutescens
Piper subfrutescens är en pepparväxtart som beskrevs av Trel. & Yunck.. Piper subfrutescens ingår i släktet Piper och familjen pepparväxter. Inga underarter finns listade i Catalogue of Life.